# Listă de filme idol: F
Aceasta este o listă de filme idol în ordine alfabetică. Vedeți Listă de filme idol pentru lista principală.
| Film | An   | Regizor                             | Surse  |
| --- | ---- | ----------------------------------- | ------ |
| F for Fake | 1973 | Orson Welles                        | [ 1 ]  |
| Fa Thalai Chon (Tears of the Black Tiger)                                                                                    | 2000 | Wisit Sasanatieng                   | [ 2 ]  |
| Le Fabuleux Destin d'Amélie Poulain (Amélie)                                                                                 | 2001 | Jean-Pierre Jeunet                  | [ 3 ]  |
| Faces of Death | 1978 | Conan LeCilaire                     | [ 4 ]  |
| The Faculty | 1998 | Robert Rodriguez                    | [ 5 ]  |
| Fair Game | 1986 | Mario Andreacchio                   | [ 6 ]  |
| The Fall | 2006 | Tarsem Singh                        | [ 7 ]  |
| Der Fan (The Fan) | 1982 | Eckhardt Schmidt                    | [ 8 ]  |
| Fantastic Mr. Fox | 2009 | Wes Anderson                        | [ 9 ]  |
| Fantastic Planet | 1973 | Rene Laloux                         | [ 10 ] |
| Fargo | 1996 | The Coen Brothers                   | [ 11 ] |
| Fast, Cheap & Out of Control                                                                                                 | 1997 | Errol Morris                        | [ 12 ] |
| Faster, Pussycat! Kill! Kill!                                                                                                | 1965 | Russ Meyer                          | [ 13 ] |
| Fateful Findings | 2014 | Neil Breen                          | [ 14 ] |
| Le Fatiche di Ercole (Hercules)                                                                                              | 1958 | Pietro Francisci                    | [ 15 ] |
| Fear and Loathing in Las Vegas                                                                                               | 1998 | Terry Gilliam                       | [ 1 ]  |
| The Fearless Vampire Killers                                                                                                 | 1967 | Roman Polanski                      | [ 16 ] |
| Felicity | 1978 | John D. Lamond                      | [ 17 ] |
| Felidae | 1994 | Michael Schaack                     | [ 18 ] |
| Fellini Satyricon | 1969 | Federico Fellini                    | [ 19 ] |
| Female Trouble | 1974 | John Waters                         | [ 20 ] |
| La Femme du Boulanger (The Baker's Wife)                                                                                     | 1938 | Marcel Pagnol                       | [ 21 ] |
| Femme Fatale | 2002 | Brian De Palma                      | [ 22 ] |
| Festen (The Celebration) | 1998 | Thomas Vinterberg                   | [ 23 ] |
| Die Feuerzangenbowle | 1944 | Helmut Weiss                        | [ 24 ] |
| Fido | 2006 | Andrew Currie                       | [ 25 ] |
| Fiend Without a Face | 1958 | Arthur Crabtree                     | [ 1 ]  |
| The Fifth Element | 1997 | Luc Besson                          | [ 26 ] |
| Fight Club | 1999 | David Fincher                       | [ 27 ] |
| Film d'Amore e d'Anarchia, Ovvero: Stamattina Alle 10, in Via dei Fiori, Nella Nota Casa di Tolleranza... (Love and Anarchy) | 1973 | Lina Wertmüller                     | [ 28 ] |
| The Final Countdown | 1980 | Don Taylor                          | [ 29 ] |
| Fire and Ice | 1983 | Ralph Bakshi                        | [ 30 ] |
| The Firm | 1989 | Alan Clarke                         | [ 31 ] |
| First Man into Space | 1959 | Robert Day                          | [ 1 ]  |
| The First Nudie Musical | 1976 | Mark Haggard and Bruce Kimmel       | [ 32 ] |
| The First Wives Club | 1996 | Hugh Wilson                         | [ 33 ] |
| The Fisher King | 1991 | Terry Gilliam                       | [ 34 ] |
| Fist of Fury | 1972 | Lo Wei                              | [ 35 ] |
| Fist of Legend | 1994 | Gordon Chan                         | [ 36 ] |
| Fitzcarraldo | 1982 | Werner Herzog                       | [ 37 ] |
| Five Deadly Venoms | 1978 | Chang Cheh                          | [ 38 ] |
| Flash Gordon | 1980 | Mike Hodges                         | [ 39 ] |
| Flaming Creatures | 1963 | Jack Smith                          | [ 40 ] |
| Flesh Gordon | 1974 | Michael Benveniste and Howard Ziehm | [ 41 ] |
| Fletch | 1985 | Michael Ritchie                     | [ 42 ] |
| Flodder | 1986 | Dick Maas                           | [ 43 ] |
| The Fly | 1958 | Kurt Neumann                        | [ 44 ] |
| The Fly | 1986 | David Cronenberg                    | [ 45 ] |
| The Fog | 1980 | John Carpenter                      | [ 46 ] |
| For Your Height Only | 1981 | Eddie Nicart                        | [ 47 ] |
| Forbidden Planet | 1956 | Fred M. Wilcox                      | [ 48 ] |
| Forbidden Zone | 1980 | Richard Elfman                      | [ 49 ] |
| Forbrydelsens Element (The Element of Crime)                                                                                 | 1984 | Lars von Trier                      | [ 50 ] |
| Force of Evil | 1948 | Abraham Polonsky                    | [ 48 ] |
| The Fountain | 2006 | Darren Aronofsky                    | [ 51 ] |
| Foxy Brown | 1974 | Jack Hill                           | [ 52 ] |
| Frankenhooker | 1990 | Frank Henenlotter                   | [ 53 ] |
| Freaks | 1932 | Tod Browning                        | [ 48 ] |
| Freaked | 1993 | Alex Winter and Tom Stern           | [ 54 ] |
| Freddy Got Fingered | 2001 | Tom Green                           | [ 55 ] |
| Freeway | 1996 | Matthew Bright                      | [ 56 ] |
| Die freudlose Gasse (Joyless Street)                                                                                         | 1925 | Georg Wilhelm Pabst                 | [ 57 ] |
| Friday | 1995 | F. Gary Gray                        | [ 58 ] |
| Friday the 13th | 1980 | Sean S. Cunningham                  | [ 59 ] |
| Friends with Money | 2006 | Nicole Holofcener                   | [ 60 ] |
| Fright Night | 1985 | Tom Holland                         | [ 61 ] |
| The Frighteners | 1996 | Peter Jackson                       | [ 62 ] |
| Fritz the Cat | 1972 | Ralph Bakshi                        | [ 63 ] |
| From Dusk Till Dawn | 1996 | Robert Rodriguez                    | [ 64 ] |
| FUBAR | 2002 | Michael Dowse                       | [ 65 ] |
| Fucking Åmål (Show Me Love)                                                                                                  | 1998 | Lukas Moodysson                     | [ 66 ] |
| Funny Games | 1997 | Michael Haneke                      | [ 67 ] |
| Furankenshutain no Kaijū: Sanda tai Gaira (The War of the Gargantuas)                                                        | 1966 | Ishirō Honda                        | [ 68 ] |